# Монастырь Всемилостивого Спаса (Вашон)
Монастырь Всемилостивого Спаса (англ. All-Merciful Saviour Monastery) — православный мужской монастырь Сан-Францисской и Западно-Американской епархии Русской православной церкви заграницей, расположенный на острове Мори к югу от поселения Доктон, относящийся к статистически обособленной местности Вашон, округа Кинг штата Вашингтон в США.

## История
Монастырь был основан осенью 1986 года архимандритом Димитрием (Егоровым) и трудами иеромонахов Трифона (Парсонса) и Павла (Килмана). В 1988 году монашеская община переселилась на остров Вашон в заливе Пьюджет в 30 минутах езды на пароме от города Сиэтла, где арендовался маленький дом на лошадиной ферме.
В 1992 году островитяне Джон и Джорджия Ратценбергеры пожертвовали им пять акров земли, и монахи начали строительство полноценного монастыря на острове. Была построена небольшая часовня в честь святителя Иоанна Шанхайского, а затем и деревянный храм в честь Покрова Божией Матери. Проектировщиком обители выступила американская архитектурная фирма «The James Bryant Group LLC». Монахи в конце концов смогли приобрести соседние одиннадцать акров. Общая площадь монастыря составила 16 акров (6,48 гектаров).
В ноябре 2003 года монастырь посетил первоиерарх РПЦЗ митрополит Лавр (Шкурла).
2 октября 2016 года архиепископ Сан-Францисский и Западно-Американский Кирилл (Дмитриев) и епископ Сиэтлийский Феодосий (Иващенко) посетили обитель в связи с 30-летием её основания.

## Современное состояние
Монастырь владеет виноградником, пасекой, имеется книжная лавка и сувенирная лавка «Путь пилигрима», а также сад, приусадебное хозяйство и пасека. Монахи также производят и продают известный бренд кофе «Монастырский помол» (англ. Monastery Blend).
Игумен монастыря иеромонах Трифон занимается широкой просветительской деятельностью в сети интернет. Им ведётся блог с названием «Утреннее приношение» (англ. The Morning Offering), который имеет многотысячную аудиторию со всего мира. Спонсор блога — Ancient Faith Radio издал книгу с тем же названием, написанную игуменом Трифоном, которая стала бестселлером. В монастыре семь монашеских келий, функционирует посвященная памяти митрополита Лавра библиотека.
По данным The National Herald на 2019 год в монастыре проживало 5 монахов и двое послушников.